# اردوان سوم
اَردَوان سوم (پارتی: 𐭍𐭐𐭕𐭓 Ardawān)، که در تاریخ‌نگاری قدیمی‌تر به اشتباه به عنوان اردوان چهارم شناخته می‌شود، شاهزاده اشکانی بود که با برادرش (یا برادرزاده‌اش) پاکور دوم (۷۸–۱۱۰ میلادی) رقابت کرد. اردوان سوم یکی از کسانی است که پس از مرگ بلاش یکم، بیست و دومین شاهنشاه اشکانی، زمام امور بخشی از ایران را در دست داشت. به خاطر نبردهای داخلی و اطلاعات کمی که از این دوره باقی مانده‌است، به‌طور دقیق روشن نیست که چه کسی پس از بلاش یکم شاه ایران به‌شمار می‌آمده، ولی احتمال این که پاکور دوم شاه رسمی بوده باشد، بیشتر است. ظاهراً پس از درگذشت بلاش اول سه نفر هم‌زمان به قدرت رسیده‌اند: پاکور دوم، بلاش دوم و اردوان سوم.
در ۷۹ میلادی یک رومی از آسیای صغیر با نام تِرنتینوس ماکسیموس خود را نِرون قیصر روم خواند و تا فرات تاخت، اما چون کاری از پیش نبرد به اردوان سوم پناهنده شد.
به نوشته مورخان رومی، برکناری اردوان سوم در جلسه ۲۸ مه سال ۸۱ میلادی مهستان (سنای ایران) از سوی تنی چند از بزرگان کشور پیشنهاد شد. بحث دربارهٔ این پیشنهاد مدتها طول کشید و بالاخره به رأی‌گیری گذاشته شد و مهستان رأی به برکناری اردوان سوم داد.
از سکه‌های اردوان سوم استنباط می‌شود که همدان (هگمتانه) مرکز فرمانروایی او بوده و مدت فرمانروایی کوتاه او از ۸۰ تا ۸۱ میلادی بوده‌است.